# The Passover Plot
Pour plus de détails, voir Fiche technique et Distribution.
The Passover Plot est un film dramatique américano-israélien réalisé par Michael Campus, sorti en 1976.

## Synopsis
Une secte religieuse, les Zélotes, vole en secret le corps du Christ afin de réaliser la prophétie de sa résurrection et de rallier la population à leur cause...

## Fiche technique
- Titre : The Passover Plot
- Réalisation : Michael Campus
- Scénario : Millard Cohan et Patricia Louisianna Knop d'après le livre de Hugh J. Schonfield
- Photographie : Adam Greenberg
- Musique : Alex North
- Pays d'origine :  États-Unis |  Israël
- Format : Couleurs - Mono
- Genre : Film dramatique
- Durée : 108 minutes
- Date de sortie : 1976

## Distribution
- Harry Andrews : Jean le Baptiste
- Hugh Griffith : Caïphe
- Zalman King : Jésus de Nazareth
- Donald Pleasence : Ponce Pilate
- Scott Wilson : Judas Iscariote
- Daniel Ades : André
- Michael Baseleon : Matthieu
- Lewis Van Bergen : Yoram
- William Paul Burns : Pierre
- Dan Hedaya : Yaocov
- Kevin O'Connor : Irijah
- Robert Walker Jr. : Bar Talmi